# هالگریمور هلگاسون
هالگریمور هلگاسون (ایسلندی: Hallgrímur Helgason؛ زادهٔ ۱۸ فوریه ۱۹۵۹) نویسنده، نمایشنامه‌نویس، نقاش، فیلم‌نامه‌نویس، و کاریکاتوریست اهل ایسلند است.
از فیلم‌هایی که وی در آن‌ها نقش داشته است، می‌توان به ۱۰۱ ریکیاویک و ملک توفان اشاره نمود.